# Fagonia lahovarii
Fagonia lahovarii är en pockenholtsväxtart som beskrevs av Volk. & Schw.. Fagonia lahovarii ingår i släktet Fagonia och familjen pockenholtsväxter. Inga underarter finns listade i Catalogue of Life.